# Statilia
Statilia (лат.) — род насекомых подсемейства Mantinae из семейства настоящих богомолов (Mantidae). Известно более десяти видов из Юго-Восточной Азии. 

## Описание
От близких родов отличается следующими признаками: передняя поверхность переднего бедра с тёмным пятном, часто также с ярко окрашенным оранжевым или желтоватым пятном рядом с ним; апикальный отросток (paa) с простой вершиной. Фаллоидный апофиз (afa) маленький, компактный, сильно склеротизованный; средние и задние бёдра без апикального шипа; передняя поверхность переднеспинки с большим базальным чёрным пятном, занимающим не менее трети переднеспинки, иногда с белым пятном внутри него; если чёрное пятно отсутствует, то вся передняя поверхность переднеспинки покрыта низкими, но крупными белыми бугорками.

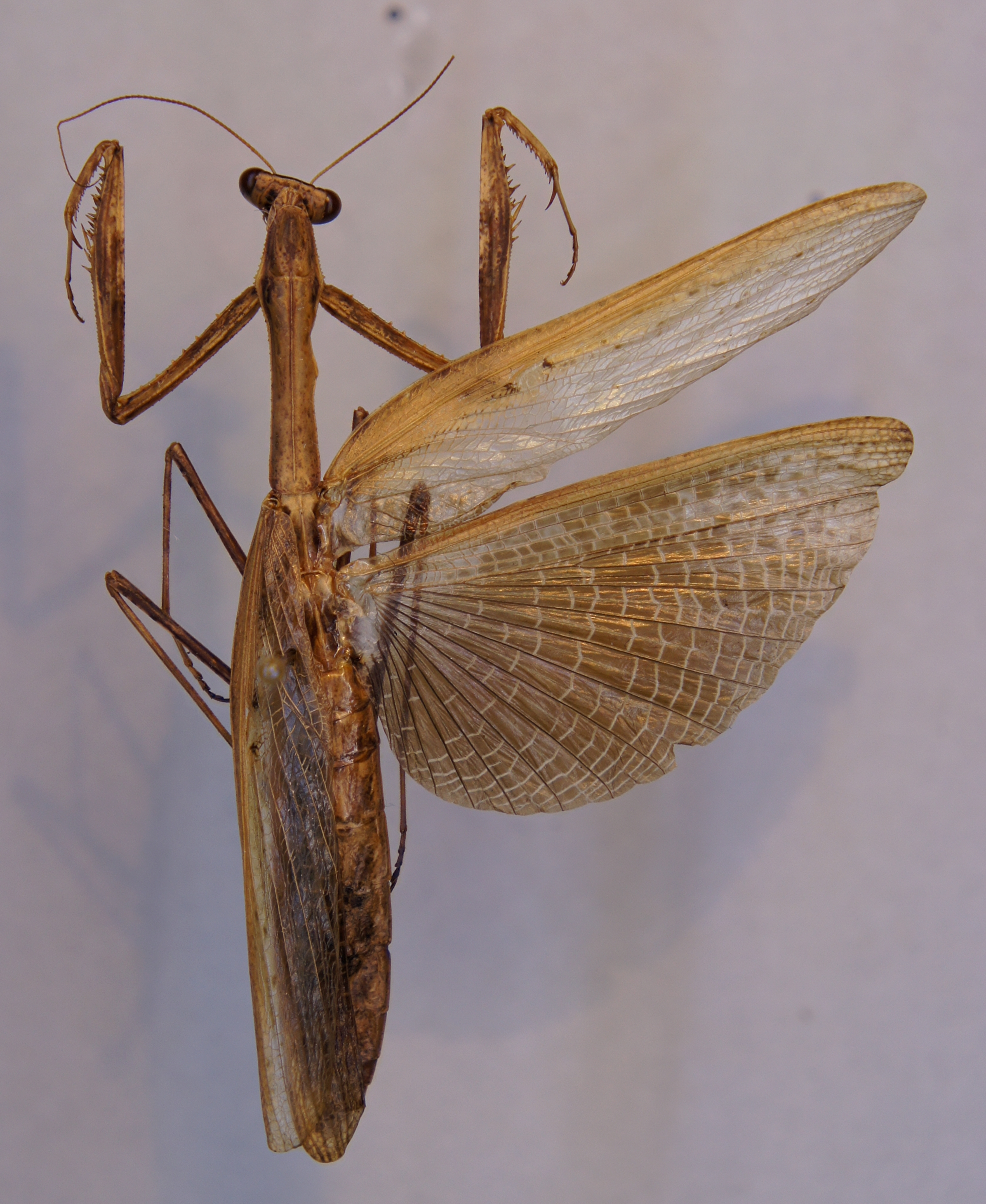
Statilia nemoralis
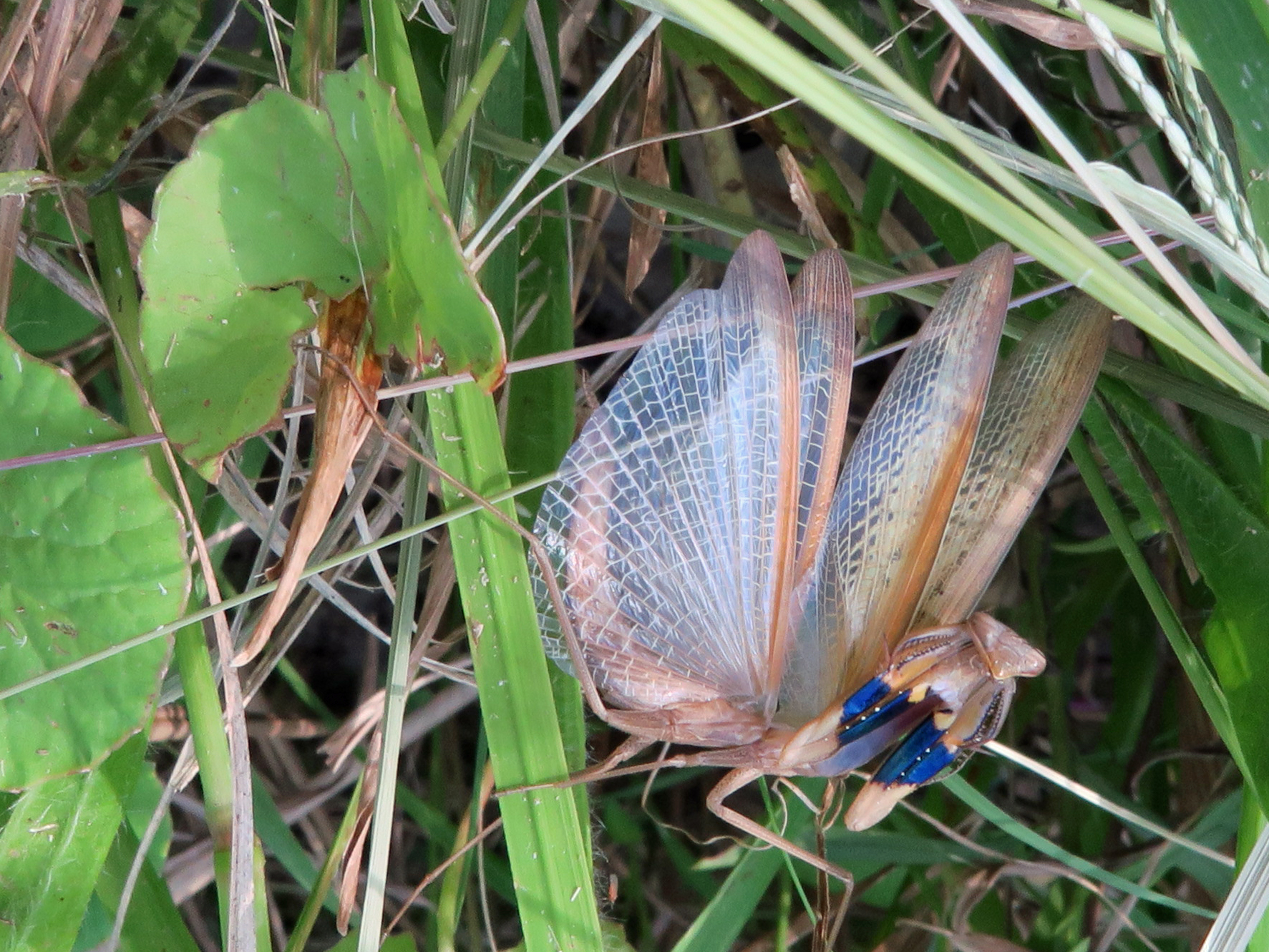
Statilia apicalis
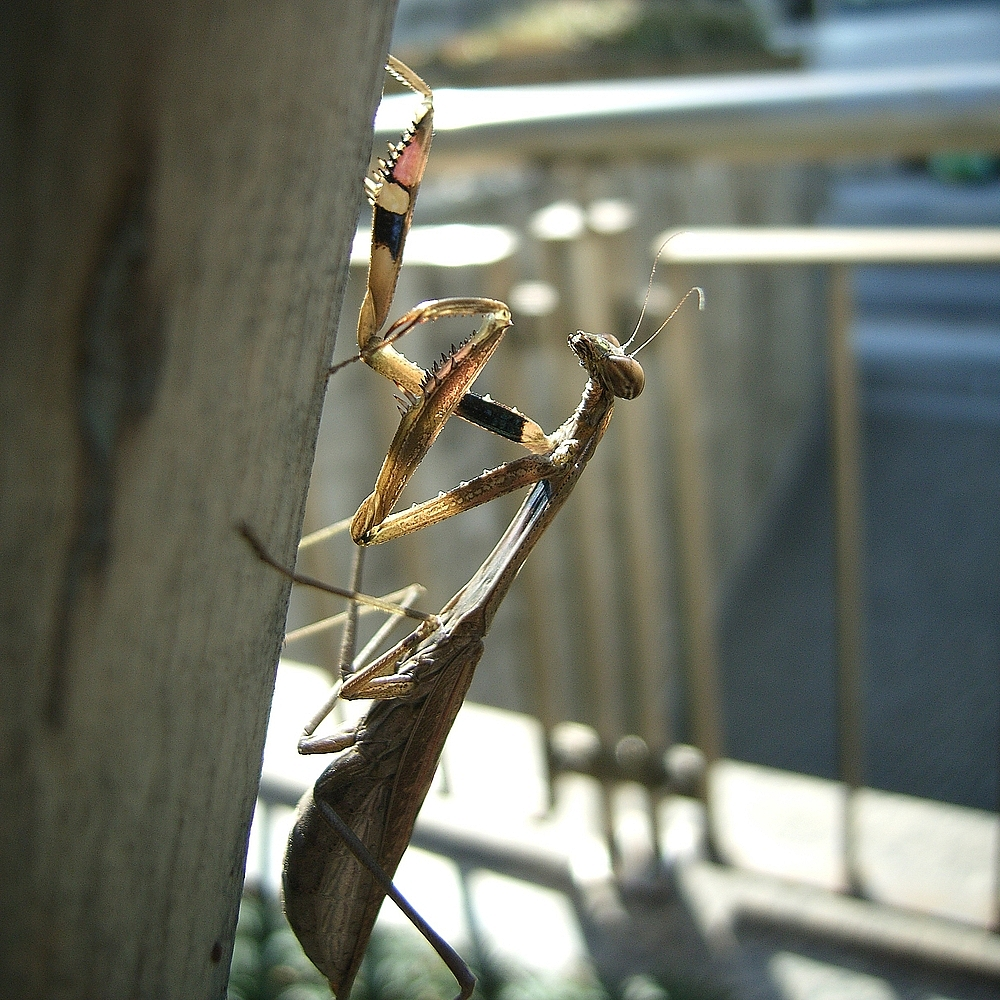
Statilia maculata

## Классификация
- Statilia agresta Zheng, 1987
- Statilia apicalis (Saussure, 1871)
- Statilia chayuensis Zhang, 1983
- Statilia flavobrunnea Zhang, 1984
- Statilia maculata  Thunberg, 1784
- Statilia major  Werner, 1922
- Statilia nemoralis  Saussure, 1870typus
- Statilia nobilis  Brunner, 1893
- Statilia occibivittata  Yang, 1997
- Statilia ocellata  Uvarov, 1922
- Statilia pallida  Werner, 1922
- Statilia parva  Yang, 1999
- Statilia spanis Wang, 1993
- Statilia viridibrunnea Zhang, 1984
- Statilia yangi Niu, Hou & Zheng, 2005